# ساحة مونج (مترو باريس)
ساحة مونج (بالفرنسية: Place Monge)‏ هي محطة مترو تابعة لمترو باريس تقع في فرنسا في الدائرة الخامسة في باريس.[بحاجة لمصدر]